# 嬌蠻之吻
《嬌蠻之吻》（日语：つよきす，又譯強吻）是CandySoft於2005年8月26日發售的戀愛冒險類型成人遊戲，後來衍生出一系列作品並且改編成電視動畫、漫畫、小說作品。
續作《骄蛮之吻2学期》於2008年4月25日发售，續作《嬌蠻之吻3學期》於2011年3月31日發售。全新作《嬌蠻之吻NEXT》於2013年12月20日發售。
本系列作品主打性格強勢的女性角色，遊戲中的女主角們的個性都非常強勢。而本作品的標題是一個雙關語，是由（強氣）和（親吻）兩個詞組成，而若將標題倒過來、就會變成（喜愛）

## 角色
声优表示顺序是：游戏版/动画版。

### 主要角色
对马雷奥
声優：野島健兒（廣播劇CD）/豊永利行、儀武祐子（少年時代）
本作的主人公。10月10日出生。
本片男主角。性格开朗，因此朋友也算多。对学习和俱乐部活动都不热衷，整天和青梅竹马们混在一起玩。虽然觉得似乎有点无聊，但觉得这样也不错。也没有找到将来想做的事。进入龙鸣馆也是最近的事，这是因为刚好有这里的水平这种简单的理由，喜欢素奈绪。但由于表姐乙女的错误教导，以为大萝卜（演技拙劣）是褒义词，而用来说素奈绪，结果引起误会，被女主角讨厌。
近衛素奈緒
声優：（PC版「A組女生徒」）、豬口有佳（PS2版）、神葉愛良（みにきす）、（嬌蠻之吻2學期）/水樹奈奈
PS2版追加女主角。10月10日出生，O型。
本片女主角。责任感强，认真的人。对男性没有什么兴趣，很尊敬3年级的乙女。能够毫不畏惧地把话说出来，因此无论男女，朋友关系都很广。但是坚持自己的主张，不光是什么事都清楚地说出来，还必须按照正确的道理执行。因此，被一部分人说成“啰嗦”，敬而远之。由于她的正义感，与以前曾发生某个事件的雷奥有冲突，喜欢雷奥。曾为雷奥写过信，由于贴了玩具邮票，被退了回来
鐵乙女
声優：青山由香里/井之上奈奈
雷奥的表姐。12月12日出生，A型。
雷奥的表姐，从小就相当于亲姐姐一样。因为雷奥爱添麻烦，为了纠正他而对他什么都管。属于风纪委员会，因为说教和在拳法部锻炼出来的踢，在学校作为“铁之风纪委员”，被敬畏。 喜欢雷奥，详见动画 12集，现与雷奥同居中（由于雷奥父母不在家，被拜托照顾雷奥），被素奈绪误会。很欣赏素奈绪。
蟹澤絹
声優：/藤田咲
雷奥的青梅竹馬，对马一族的成员。7月20日出生，B型。第一人稱「ボク」
住在雷奥家隔壁的青梅竹马兼狐朋狗友喜欢雷奥。心直口快、开朗的性格，男女中朋友都很多，但遣词用句相当恶毒，又不肯服输，很容易和别人争起来。泪腺发达，一捏脸颊，眼泪就不由自主地流出来，经常被嘲笑。
霧夜艾莉卡
声優：北都南/中原麻衣
雷奥的同学。学校的学生会長。日美混血儿。12月31日出生，A型。
日美混血儿也是最近势力急速成长的雾夜集团的女儿。学校的学生会长，容貌端正秀丽，又有全国模拟测试第一的头脑，运动能力也很优秀，可以说是无懈可击的人物，但是相对的，性格也相当的……傲慢，认为只要自己好就行，但有时也会做蠢事，喜欢动物，有这些让人不讨厌的地方。
椰子和美
声優：/小林優
雷奥的後輩，班级是1-B。2月28日出生，O型。
性格与和美这个名字正相反，孤高力群。虽然是美女，很有存在感，但因为沉默寡言，给人不可靠近的感觉，在班里也像是若有若无，本人却觉得这样更轻松。像是在蔑视别人一样的笑容是她的特征，对侮辱自己的人，或是过多干涉自己的人，都会毫不留情地臭骂一顿，但对年级比她大的人却有使用敬语的常识（除蟹泽绢外）。
大江山祈
声優：/佐久間紅美
2-C的教師，教英語。学生会的顧問。
佐藤良美
声優：草柳順子/麻績村真由子
雷奥的同学，班长。4月2日出生，A型。
雾夜艾利卡的朋友，也是很好的理解者。为了帮助她而进入学生会执行部。与艾利卡之间互称“艾利”“良美”，关系很好，总是在一起行动。作为制止艾利卡为所欲为的刹车，每天都努力着，因此被大家感激。

### 动画原创角色
近衛穗乃香
声優：南條愛乃
素奈緒的妹妹。
淺田靜香
声優：
素奈緒的同班同学，后来成了好朋友。

## 主題曲
片頭曲「Mighty Heart 〜ある日のケンカ、いつもの恋心〜」
作詞・作曲：KOTOKO / 編曲：羽越実有 / 歌：KOTOKO
片尾曲「Isolation」
作詞：KOTOKO / 作曲・編曲：C.G mix / 歌：怜奈

## 制作人员
- 原画：白猫参謀（旧・最神扇道）
- 剧本：
- 音楽：I've

## 电视动画
改編電視動畫《嬌蠻之吻 Cool×Sweet》自2006年7月起播放至同年9月。全12話。
动画的主角是近卫素奈緒。角色设计和声优的人选都和游戏有很大不同。这个动画的一个特点是EyeCatch出现的频率很高。在EyeCatch中出现的人物虽然不同，但是台词都是。和游戏一样，《跟大姊姊一起做吧！》中的角色也有客串。

### 制作人员
- 監督：木村真一郎
- 制片：大宮三郎
- 系列構成：山田靖智
- 角色设计、総作画監督：安形佳己
- 美術監督：根本邦明
- 色彩設計：但野佑季子
- 音響監督：飯塚康一
- 音乐：I've、LittleNon、
- 脚本：山田靖智、宮下義浩、鴻野貴光
- 構成協力：
- 动画制作：TRINET ENTERTAINMENT、雲雀工作室

### 主題曲
片頭曲「素直になれない」
作詞．作曲．編曲．歌：Little Non
片尾曲「open」
作詞：KOTOKO，作曲、編曲：井内舞子（I've），歌：詩月カオリ
插入曲「スナオ・プリンセス」（第7、10話）
作詞、作曲、編曲：Little Non，歌：近衛素奈緒（水樹奈奈）
插入曲「Season of Love」（第8話）
作詞：Little Non，作曲：和也，編曲：山口一久，歌：霧夜艾莉卡（中原麻衣）
插入曲「Thank you & Good Bye」（第11話）
作詞：ashrie，作曲：和也，編曲：山口一久，歌：椰子和（小林優）

### 各话資料
| 話數 | 標題                             | 中文標題                  | 劇本     | 分鏡           | 演出       | 作畫監督                 |
| ---- | -------------------------------- | ------------------------- | -------- | -------------- | ---------- | ------------------------ |
| 1    | よろしくッ!近衛素奈緒です!       | 多多指教!我是近衛素奈緒!  | 山田靖智 | 木村真一郎     | 木村真一郎 | 安形佳己、臼田美夫       |
| 2    | 生徒会なんて、大キライ!!         | 學生會什麼的最討厭了!!    | 宮下義浩 | 木村真一郎     | 康村諒     | 佐藤天昭                 |
| 3    | 激突! 体育武道祭!!               | 激戰!體育武道祭!!         | 鴻野貴光 | 木村真一郎     | 高田昌宏   | 三浦貴弘                 |
| 4    | ココナッツの夏                   | 椰子之夏                  | 山田靖智 | 西澤きぬこ     | 土屋浩幸   | 添田直子                 |
| 5    | アルバイトはキケンな香り         | 打工泛著危險的芳香        | 宮下義浩 | 矢吹勉         | 中村圭二   | 尾形健一郎、宗崎暢芳     |
| 6    | 流されて…烏賊島                  | 迷失墨魚島                | 鴻野貴光 | 矢吹勉         | 康村諒     | 佐藤天昭                 |
| 7    | 対決! テストでGO!!               | 對決!測驗GO!!             | 鴻野貴光 | 木村真一郎     | 高田昌宏   | 山形孝二                 |
| 8    | 嵐を呼ぶまつかさ祭!              | 呼喚暴風雨的松笠祭!       | 宮下義浩 | 矢吹勉         | 磨積良亞澄 | 宗崎暢芳、窪敏、小沼克介 |
| 9    | 演劇同好会始動!?                 | 戲劇同好會起動!?          | 山田靖智 | おおひらひろし | 土屋浩幸   | 石井繁、山門郁夫         |
| 10   | おにぎりと舞台と竜鳴祭           | 飯團和舞台和龍鳴節        | 鴻野貴光 | 西澤きぬこ     | 康村諒     | 佐藤天昭、片山義昭       |
| 11   | 素奈緒になれなくて…              | 無法再像「素奈緒」一樣... | 宮下義浩 | 矢吹勉         | 高田昌宏   | 山形孝二、平田雄三       |
| 12   | 改めてよろしくッ!近衛素奈緒です! | 重申一遍！我是近衛素奈緒! | 山田靖智 | 木村真一郎     | 木村真一郎 | 中野彰子、窪敏、安形佳己 |

### 播放電視台
日本深夜動畫：下文記載的日本国内播放時間使用日本標準時間（UTC+9）表示。因為部分時間标识會採用30小时制，因此請留意这类超过24:00的时间，其實際播放時間為翌日清晨。
| 播放地域   | 電視台         | 播映期間                 | 播映時間                   | 所屬聯播網  |
| ---------- | -------------- | ------------------------ | -------------------------- | ----------- |
| 千葉縣     | 千葉電視台     | 2006年7月1日 - 9月16日   | 星期六 26時05分 - 26時35分 | 獨立UHF系列 |
| 埼玉縣     | 埼玉電視台     | 2006年7月3日 - 9月18日   | 星期一 26時00分 - 26時30分 | 獨立UHF系列 |
| 神奈川縣   | 神奈川電視台   | 2006年7月3日 - 9月18日   | 星期一 26時15分 - 26時45分 | 獨立UHF系列 |
| 京都府     | 京都放送       | 2006年7月4日 - 9月19日   | 星期二 25時30分 - 26時00分 | 獨立UHF系列 |
| 兵庫縣     | SUN電視台      | 2006年7月4日 - 9月19日   | 星期二 26時10分 - 26時40分 | 獨立UHF系列 |
| 東京都     | 東京都會電視台 | 2006年7月7日 - 9月22日   | 星期五 25時30分 - 26時00分 | 獨立UHF系列 |
| 中京广域圈 | 名古屋電視台   | 2006年7月12日 - 9月27日  | 星期五 27時08分 - 27時38分 | ANN系列     |
| 全国放送   | AT-X           | 2006年8月25日 - 11月10日 | 星期五 11時00分 - 11時30分 | CS放送      |
| 全国放送   | GyaO           | 2007年1月30日 - 3月6日   | 星期二 12時00分更新        | 網路配信    |